# Алексеев, Юрий Анатольевич
Юрий Анатольевич Алексеев (род. 26 апреля 1961 года) — советский игрок в хоккей с мячом, российский тренер.

## Карьера
Уроженец подмосковного Обухово Юрий Алексеев начал играть в хоккей с мячом с девятилетнего возраста в ДЮСШа БАЗа города Краснотурьинска. Первый тренер — Анатолий Иванович Алексеев, его отец. В 18 лет дебютировал в составе команды мастеров краснотурьинского «Маяка». В 1980 году стал чемпионом РСФСР среди юниоров и получил приз самого результативного игрока финальной встречи.
В 1980-84 годах играл за свердловский СКА.
В 1984-90 годах выступал за алма-атинское «Динамо». Юрий стал чемпионом СССР (1990 год).
В 1990-94 годах Юрий играл за хромтауский «Горняк».
В 1994-96 годах выступал за оренбургский «Локомотив».
Сезон 1996/97 он провёл в Краснотурьинске.
Всего в чемпионатах СССР и России провел 297 матчей и забил 97 мячей (СКА — 97, 4; «Динамо» — 145, 70; «Локомотив» — 46, 23; «Маяк» — 9, 0).

## Тренерская карьера
В 1997 году начал работать тренером в ДЮСШ «Маяк». Его воспитанники выиграли первенство России среди юношей в 2001 году. В этом же году был назначен главным тренером команды мастеров краснотурьинского «Маяка». Под его руководством «Маяк» стал бронзовым призёром чемпионата России по мини-хоккею.